# Ново Село (Зворник)
Ново Село је насељено мјесто у општини Зворник, Република Српска, БиХ. Према попису становништва из 1991. у насељу је живјело 1.262 становника.

## Становништво
| Националност       | 1991.          | 1981.        | 1971.        |
| Муслимани          | 1.066 (84,46%) | 812 (81,28%) | 689 (87,43%) |
| Срби               | 186 (14,73%)   | 180 (18,01%) | 96 (12,18%)  |
| Југословени        | 7 (0,55%)      | 6 (0,60%)    | 0            |
| остали и непознато | 3 (0,23%)      | 1 (0,10%)    | 3 (0,38%)    |
| Укупно             | 1.262          | 999          | 788          |

| Демографија | Демографија | Демографија |
| Година      | Становника  | Становника  |
| ----------- | ----------- | ----------- |
| 1948.       | 470         |             |
| 1953.       | 653         |             |
| 1961.       | 735         |             |
| 1971.       | 788         |             |
| 1981.       | 999         |             |
| 1991.       | 1.259       |             |